# Castandet
Castandet – miejscowość i gmina we Francji, w regionie Nowa Akwitania, w departamencie Landy.
Według danych na rok 1990 gminę zamieszkiwało 375 osób, a gęstość zaludnienia wynosiła 23 osób/km² (wśród 2290 gmin Akwitanii Castandet plasuje się na 814. miejscu pod względem liczby ludności, natomiast pod względem powierzchni na miejscu 689.).